# Mosquera
Mosquera é um município da Colômbia, localizado no departamento de Nariño.